# Kwas azotowy
Kwas azotowy (nazwa Stocka: kwas azotowy(V)), HNO
3 – nieorganiczny związek chemiczny, jeden z najsilniejszych kwasów tlenowych. Resztą kwasową jest w nim grupa azotanowa zawierająca azot na V stopniu utlenienia.

## Otrzymywanie

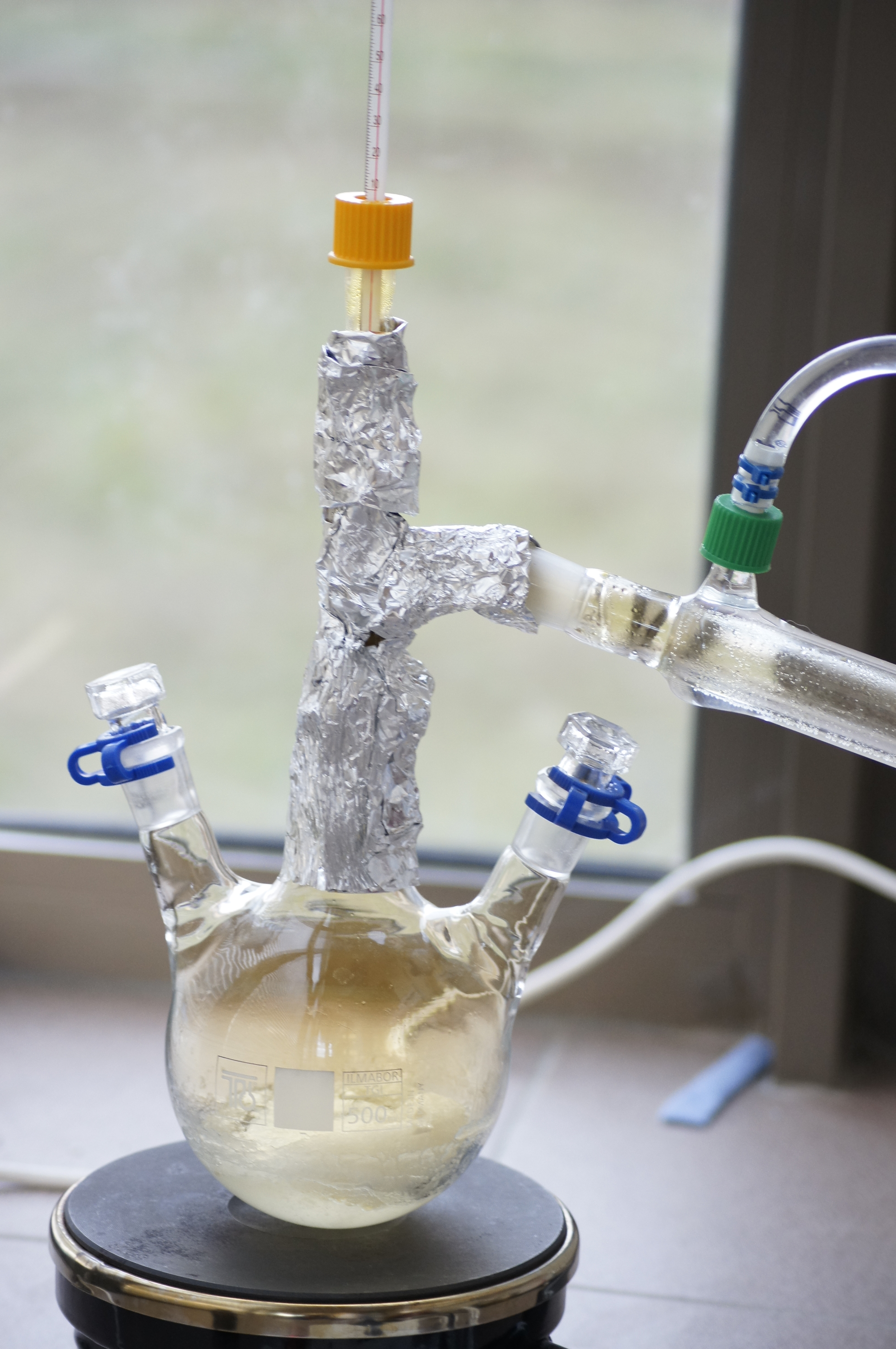
Destylacja kwasu azotowego powstałego z KNO3 i H2SO4

Pierwszą metodą otrzymywania kwasu azotowego było ogrzewanie saletry potasowej z kwasem siarkowym:
KNO3 + H2SO4 _Δ_͕ HNO3 + KHSO4
W ten sposób związek ten otrzymał Johann Rudolf Glauber w roku 1650, choć prawdopodobnie kwas azotowy znany był już wcześniej. Metoda ta może być stosowana nadal w laboratoriach do otrzymywania 100% kwasu azotowego. Destylację produktu należy prowadzić w możliwie najniższej temperaturze, aby uniknąć jego rozkładu.
Henry Cavendish przedstawił metodę otrzymywania kwasu azotowego z powietrza. Podczas jego przepuszczania przez łuk elektryczny powstaje ok. 2% NO (N2 + O2 → 2NO), który po dalszym spontanicznym utlenieniu i rozpuszczeniu w wodzie daje pożądany kwas. Metoda ta jest mało ekonomiczna. Jej wariant przemysłowy opracował polski wynalazca Ignacy Mościcki w latach 1903–1905; zastosował on wirujący płomień w polu magnetycznym. Pierwsza duża fabryka wytwarzająca kwas azotowy metodą Mościckiego powstała w 1910 roku w Chippis w Szwajcarii.
Współcześnie kwas azotowy na skalę przemysłową otrzymuje się wyłącznie metodą Ostwalda w reakcji katalitycznego utleniania amoniaku na siatce platynowej lub platynowo-rodowej:
4NH3 + 5O2 → 4NO + 6H2O
Amoniak do procesu uzyskuje się na dużą skalę metodą Habera i Boscha. Reakcja jest silnie egzotermiczna i podczas jej przebiegu katalizator rozgrzewa się do czerwoności.
Tak uzyskany tlenek azotu(II) utlenia się w obecności powietrza do tlenku azotu(IV):
2NO + O2 → 2NO2
Następnie powstały tlenek ulega dysproporcjowaniu w wodzie według równania:
2NO2 + H2O → HNO3 + HNO2
W reakcji powstaje kwas azotowy i kwas azotawy. Ten drugi jest nietrwały i ulega dalszemu dysproporcjowaniu:
3HNO2 → HNO3 + 2NO + H2O
Powstały tlenek azotu(II) jest ponownie utleniany i wykorzystywany w procesie.

## Właściwości
Czysty kwas azotowy jest bezbarwną cieczą. Podczas dłuższego przechowywania ulega częściowemu rozkładowi i zabarwia się na żółto lub brązowo; rozkład ten przyspiesza podwyższona temperatura i światło. Na powietrzu dymi, można zaobserwować wydzielanie brunatnego tlenku azotu(IV):
4HNO3 → 4NO2 + O2 + 2H2O
Stężony roztwór kwasu azotowego ma silne działanie korodujące, jest on bardzo aktywny chemicznie, a reakcje mogą być gwałtowne, nawet wybuchowe. Może spowodować zapłon materiałów palnych.
Rozcieńczanie stężonego kwasu azotowego jest procesem egzoenergetycznym.
Gęstość stężonego 65% kwasu azotowego wynosi 1,40 g/cm³, temperatura wrzenia ok. 120 °C, a temperatura topnienia ok. –32 °C. Jest mocnym kwasem – ulega całkowitej dysocjacji po dodaniu minimalnej ilości wody. Kwas azotowy i jego sole są bardzo silnymi utleniaczami – dlatego gwałtownie reaguje nawet z metalami niewypierającymi wodoru (np. miedź lub srebro). Utlenia także pewne niemetale:
S + 2HNO3 → H2SO4 + 2NO
3C + 4HNO3 → 3CO2 + 4NO + 2H2O
P4 + 20HNO3 → 4H3PO4 + 20NO2 + 4H2O
Metale takie, jak np. glin, chrom i żelazo w zetknięciu ze stężonym kwasem azotowym ulegają pasywacji.
Przebieg reakcji miedzi z kwasem azotowym przedstawiają równania:
Cu + 4HNO3(stężony) → Cu(NO3)2 + 2NO2 + 2H2O
3Cu + 8HNO3(rozcieńczony) → 3Cu(NO3)2 + 2NO + 4H2O
Powstający w reakcji ze stężonym kwasem tlenek azotu(IV) jest silnie trującym gazem, o bardzo intensywnym, nieprzyjemnym zapachu i brunatnym zabarwieniu.
W mieszaninie z kwasem solnym (w stosunku 1:3) tworzy wodę królewską, roztwarzającą większość metali, także szlachetnych.

## Zastosowanie
W handlu najczęściej spotyka się 65% roztwór kwasu azotowego (azeotrop).
- Z kwasu azotowego otrzymuje się ważne, łatwo rozpuszczalne sole azotany, estry (np. nitrogliceryna), a także związki nitrowe (np. trinitrotoluen). Wszystkie te związki są utleniaczami i mają tendencję do gwałtownego, mniej lub bardziej wybuchowego rozkładu.
- W chemii analitycznej do wykrywania białek w reakcji ksantoproteinowej.
- W przemyśle farmaceutycznym.
- Do oczyszczania powierzchni metali, np. mycie urządzeń przemysłu spożywczego w procesie CIP.
- W warunkach amatorskich nadaje się do wytrawiania obwodów drukowanych (nie pozostawia uciążliwych zanieczyszczeń, jakie powstają przy wytrawianiu chlorkiem żelazowym, poza tym trawienie kwasem azotowym jest dużo szybsze).
- Do otrzymywania barwników, lakierów, nawozów sztucznych, tworzyw sztucznych.
- Jako utleniacz paliw, również hipergolowych. Zwykle w postaci czerwonego dymiącego kwasu azotowego (otrzymanego po dodaniu 13–15% czterotlenku azotu do białego dymiącego kwasu azotowego) z dodatkiem, np. 0,6% fluorowodoru, w celu zmniejszenia działania korozyjnego; używany m.in. w rakietach radzieckich systemów przeciwlotniczych S-75 i S-200.

## Niebezpieczeństwa
Opary kwasu azotowego mogą wywołać stany zapalne dróg oddechowych, które mogą prowadzić do obrzęku płuc i odoskrzelowego zapalenia płuc. Spożycie może spowodować śmiertelną perforację ścian żołądka lub jelit. W kontakcie ze skórą wywołuje martwicę lub zwęglenie. Większe poparzenia mogą prowadzić do zapaści lub wstrząsu. Poparzenie ponad 15% ciała stanowi zagrożenie dla życia.
Kwas azotowy należy przechowywać w pojemnikach kwasoodpornych bez dostępu światła, z dala od metali i materiałów palnych. Pomieszczenie powinno mieć zapewnioną wentylację.